# Dolor torácico agudo

El dolor torácico agudo es una emergencia médica equivalente a la del dolor abdominal agudo o abdomen agudo, pero en el tórax. A diferencia de aquel, la afectación pleural es mucho menos problemática que la del peritoneo (peritonitis aguda) y por el contrario la afectación visceral suele ser más grave por afectarse corazón o pulmón.
- Datos: Q5812528